# آدام اوزری
آدام اوزری (انگلیسی: Adam Ozeri؛ زادهٔ ۷ مارس ۱۹۹۸) بازیکن فوتبال اهل ایالات متحده آمریکا است.
وی همچنین در تیم ملی فوتبال United States U19 بازی کرده‌است.